# Letälven
Der Letälven ist ein Fluss in Schweden.

## Geographie
Der Fluss entspringt aus dem See Möckeln bei Degerfors und fließt, mit einer Länge von 22 km, in südlicher Richtung in den See Skagern. Er bildet die natürliche Grenze zwischen den historischen Provinzen Värmland und Närke. Den nördlichsten Teil des Flusses bildet der ehemalige See Agsjön.
Folgende Ortschaften liegen am Letälven (in Fließrichtung):
- Degerfors
- Mobråten
- Åtorp

## Geschichte
Die ersten schriftlichen Erwähnungen gehen zurück bis in das 15. Jahrhundert. Damals wurde der Fluss Å genannt. Schon früh wurden erste Furten über den Fluss gebaut und es gab auch mehrere Holzbrücken, jedoch ist heutzutage keine dieser Brücken erhalten.
Die Steinbrücke Letälvsbron in Åtorp mit einer Länge von 98 Metern ist die einzige Brücke, die momentan über den Fluss führt.
1931/32 wurde ein Wasserkraftwerk südlich der Ortschaft Åtorp erbaut, welches den Wasserablauf in den Skagern regelt und jährlich ca. 34 GWh erzeugt.

## Lebensraum

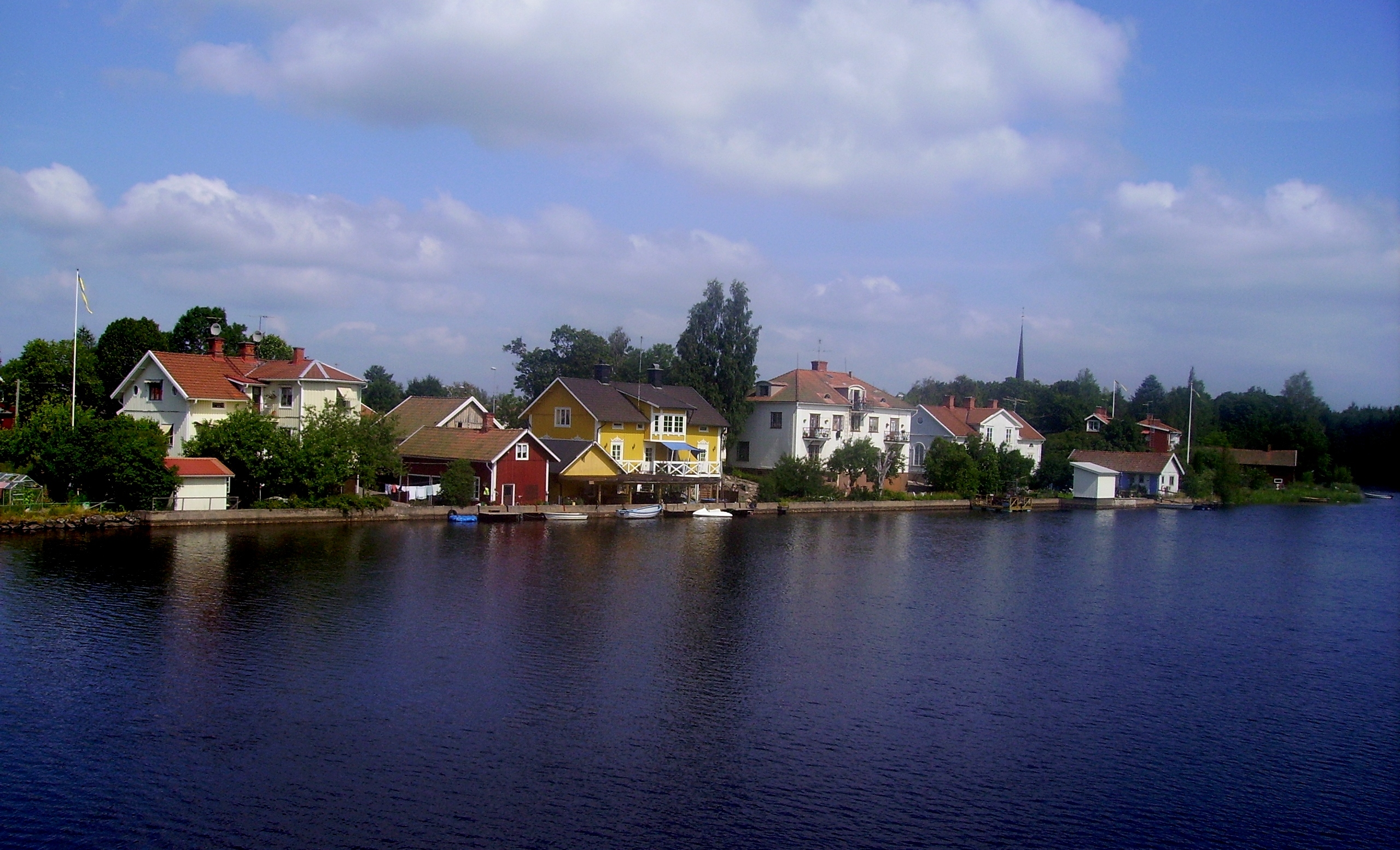
Ufer in Åtorp

Der Großteil der Ufergebiete entlang des Letälven sind natürlich belassen. Lediglich in den Ortsgebieten wurden sie teilweise an die Umgebung angepasst. Die meiste Zeit grenzt der Fluss an Wälder und Felder. Durch viele anliegende Moore hat das Wasser einen hohen Säuregehalt, was sich auch auf die Tier- und Pflanzenwelt auswirkt.

### Fauna

#### Fische
Der Letälven beheimatet eine große Anzahl von Fischarten. Darunter befinden sich zum Beispiel folgende:
- Flussbarsch
- Hecht
- Zander
- Aal
- Brassen
- Rotauge, Rotfeder
- Laube
- Döbel
- Nase

#### Vögel
Neben den Vogelarten die in dieser Region häufig anzutreffen sind seien an dieser Stelle die Seeadler und Fischreiher besonders hervorgehoben die oft gut von Wasser aus sichtbar ihre Nester anlegen. Auch sind, die bei den einheimischen Fischern unbeliebten, Kormorane immer öfter anzutreffen.

#### Säugetiere und andere
Die natürlichen Uferstrukturen des Letälven bieten reichlich Platz für Tiere aller Art. Einige Biberdämme sind entlang des Flusses zu finden. Außerdem leben dort Nerze, Kreuzottern und viele andere Tierarten. In den Sommermonaten findet das Kräftskiva statt. Auch im Letälven gibt es Signalkrebse. Diese Krebsart hat im 20. Jahrhundert die einheimischen Flusskrebse verdrängt.

### Flora
In den Wäldern die an das Ufer angrenzen sieht man oft Föhren, Fichten, Erlen, Pappeln und Birken. Unterhalb der Baumkronen wachsen auf dem moorigen Boden zumeist Blau- und Preiselbeeren sowie oft auch Moltebeeren und Fichtenspargel.
Verschiedenste Pilzarten sind hier zu finden. Zum Beispiel: Pfifferlinge, Herrenpilze, Birkenröhrlinge aber auch Fliegenpilze und andere ungenießbare Pilze.

## Weblink
- Beschreibung im Nordisk familjebok, Spalte 274 (schwedisch)